# Mount Lyell (Tasmanien)
Der Mount Lyell ist ein 917 Meter hoher Berg im Westen des australischen Bundesstaates Tasmanien.

## Geographie
Er liegt in der West Coast Range nordöstlich von Queenstown und wurde 1863 vom Geologen Charles Gould nach seinem Berufskollegen Charles Lyell benannt, der ein Befürworter von Charles Darwins Evolutionstheorie war. Die höheren Gipfel der West Coast Range wurden nach Gegnern dieser Theorie benannt, die niedrigeren nach den Befürwortern.
Nördlich des Mount Lyell liegt der Mount Sedgwick, südlich der Mount Owen.

## Mount Lyell Mining and Railway Company
Die Mount Lyell Mining and Railway Company, eine Gesellschaft für Bergbau und Eisenbahnwesen in der West Coast Range, wurde oft nur kurz Mount Lyell Company genannt.
Die Bergbauaktivitäten der Mount Lyell Company konzentrierten sich auf die Bergschulter zwischen Mount Lyell und Mount Owen und die Westseite des Berges. Auf der Ostseite der Schulter war das Schürfgebiet der alten North Mount Lyell Copper Company, die 1903 von der Mount Lyell Company übernommen wurde. Dort gab es 1912 ein großes Brandunglück.
In früheren Tagen gab es ein kleines Bergwerk auf der Nordseite des Berges, die Comstock Mine. In den 1970er-Jahren gab es einen Abbauabschnitt gleich westlich der alten Comstock Mine, der Cape Horn genannt wurde – das Westende des Mount Lyell wurde Cape Horn Spur genannt.

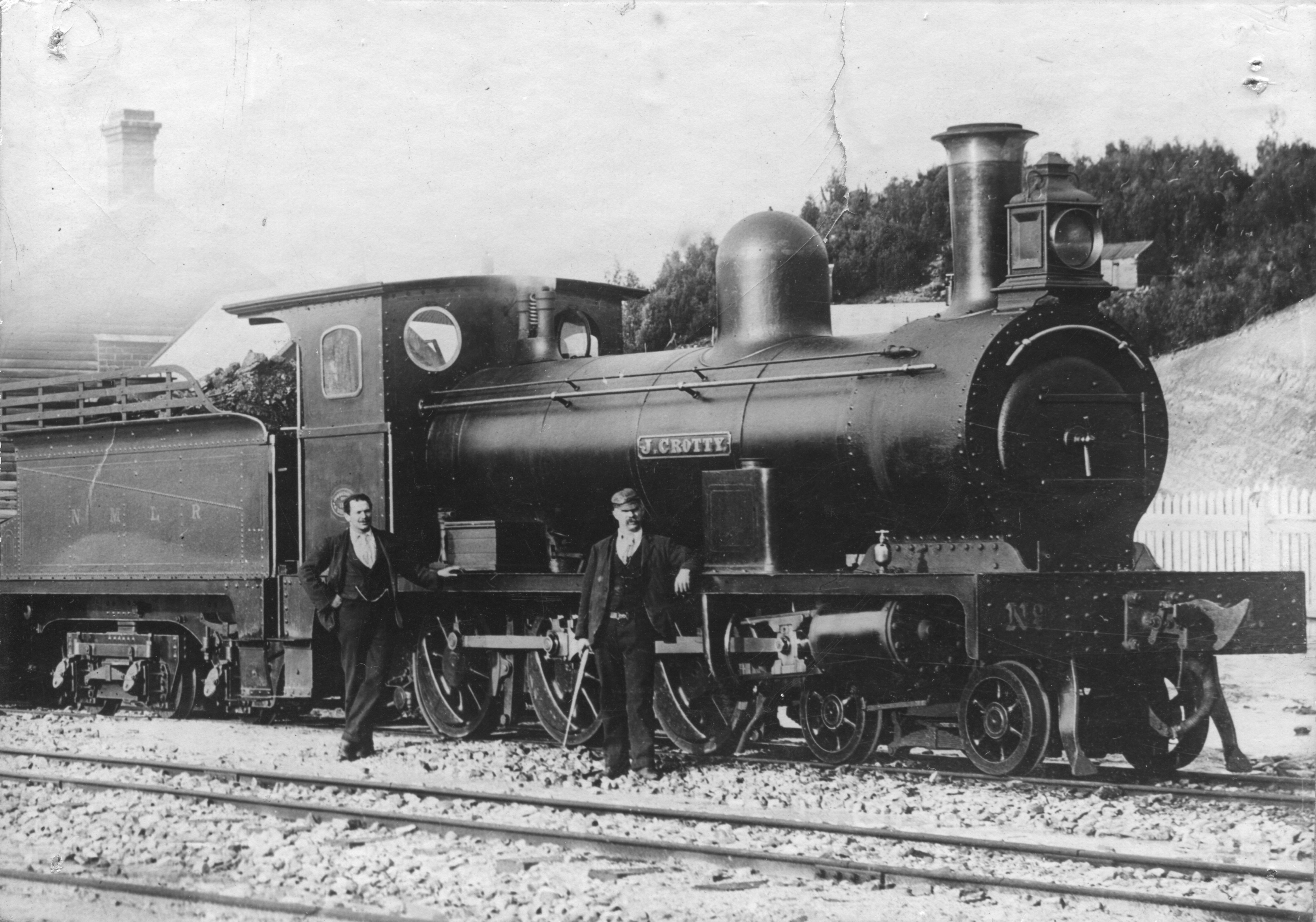
Lokomotive der North Mount Lyell Railway, um 1900.

Die Gesellschaft betrieb von 1899 bis 1963 eine Eisenbahn zwischen Queenstown und Regatta Point, die heute wieder als West Coast Wilderness Railway in Betrieb ist. 1903 übernahm sie außerdem mit der North Mount Lyell Copper Company auch die 1900 eröffnete North Mount Lyell Railway. 1936 war sie im Besitz von sechs Lokomotiven, drei Triebwagen, acht Personenwagen und 131 Güterwagen.
Es gab einen Schienenstrang, der von Linda aus um die südliche, östliche und nördliche Flanke des Berges führte. Allerdings wurde er nie in Betrieb genommen.

Die Flanken des Mount Lyell wurden von Waldbränden und Starkregen heimgesucht und von den Abgasen der Schmelzöfen geschädigt. Die verbliebene Vegetation und die Baumstümpfe verleihen insbesondere der Südflanke des Berges ein eigenartiges Aussehen.